# Anatsabites
Anatsabites – rodzaj głowonogów z wymarłej podgromady amonitów, z rzędu Goniatitida.
Żył w okresie permu (gwadalup).